# Кампуз-Алтус
Кампуз-Алтус (порт. Campos Altos) — муниципалитет в Бразилии, входит в штат Минас-Жерайс. Составная часть мезорегиона Триангулу-Минейру-и-Алту-Паранаиба. Входит в экономико-статистический микрорегион Араша. Население составляет 14 081 человек на 2006 год. Занимает площадь 719,121 км². Плотность населения — 19,6 чел./км².

## История
Город основан 1 января 1944 года. 

## Статистика
- Валовой внутренний продукт на 2003 год составляет 73 990 472,00 реалов (данные: Бразильский институт географии и статистики).
- Валовой внутренний продукт на душу населения на 2003 год составляет 5479,96 реалов (данные: Бразильский институт географии и статистики).
- Индекс развития человеческого потенциала на 2000 год составляет 0,786 (данные: Программа развития ООН).

## География
Климат местности: тропический.